# Método natural
El método natural o hébertismo de Georges Hébert es una forma de entrenamiento deportivo metódica y completa que se realiza en la naturaleza. Fue diseñado y desarrollado por Georges Hébert, quien vio a indígenas africanos «en acción» y decidió entrenarse y desarrollar un método de entrenamiento que consistiera de saltos, carreras, equilibrios, nadar, etc.

## Usos
Es una manera muy buena de estar en excelente forma física, además de una plena filosofía de vida que te permite ser útil o ayudar a otras personas.

## Habilidades
Se requería mucho entrenamiento físico y mental para realizar las actividades propias del método natural: Caminar, correr, movimiento cuadrúpedo, escalada, defensa personal, natación, etc.
Ya que uno de los objetivos era ser capaz de salvar vidas, es necesario también conocimientos de primeros auxilios. Para Hébert, más valía saber un poco de todo que mucho de una sola cosa.

## Práctica
Cualquiera puede practicarlo, pero no basta con ir a saltar unas rocas y decir «ya hago método natural». Practicar el método natural conlleva toda una filosofía de altruismo y supervivencia.
Los recorridos suelen durar 20 o 60 minutos y deben incluir las principales habilidades: caminar, correr, saltar, movimiento cuadrúpedo, escalada, equilibrio, lanzamientos, subida de pesos, defensa y natación.